# Bertenacre Military Cemetery
Bertenacre Military Cemetery is een Britse militaire begraafplaats met gesneuvelden uit beide wereldoorlogen, gelegen in de Franse gemeente Vleteren (Frankrijk) in het Noorderdepartement. De begraafplaats werd ontworpen door Arthur Hutton en ligt bijna drie kilometer ten noorden van het dorpscentrum in het gehucht Bertenaere, een paar honderd meter ten zuiden van de weg van Eke naar Godewaarsvelde. Het terrein heeft een oppervlakte van 716 m². Vooraan staat het Cross of Sacrifice. De begraafplaats wordt onderhouden door de Commonwealth War Graves Commission. Er worden 143 gesneuvelden herdacht, waarvan 111 uit de Eerste Wereldoorlog en 32 uit de Tweede Wereldoorlog.

## Geschiedenis
De begraafplaats werd door Franse eenheden gestart en cimetière du Calvaire de Bertenaere genoemd, naar een nabijgelegen calvariekruis. In de zomermaanden van 1918 werden door de 36th (Ulster) Division ook gesneuvelden begraven. Na de oorlog werden 115 Franse en 2 Duitse graven ontruimd en naar elders overgebracht. De begraafplaats werd ook nog uitgebreid met Britse graven die werden overgebracht uit Royal West Surrey Cemetery in Vleteren.
Er rusten nu 109 Britten en 2 Canadezen uit de Eerste Wereldoorlog. Eén Brit (Charles James Threadgold) wordt herdacht met een Special Memorial  omdat zijn graf door artillerievuur werd vernietigd en niet meer werd teruggevonden.
In de Tweede Wereldoorlog werden hier nog 32 gesneuvelde Britten begraven. De meesten behoorden bij het Royal Sussex Regiment.

## Onderscheiden militairen
- Majoor Robert Goodman Kerr en onderluitenant Fred Washington, beiden dienend bij de Royal Inniskilling Fusiliers werden onderscheiden met het Military Cross (MC).
- William Browne, John William Marshall, George Victor Skeet en William White ontvingen de Military Medal (MM).